# Yoav Gallant
Yoav Gallant (en hebreu: יוֹאָב גָּלַנְטְ; nascut el 8 de novembre de 1958) és un polític israelià i membre de la Knesset per al Likkud que ha servit com a ministre de Defensa des de 2022. És un antic comandant del Comandament del Sud de les Forces de Defensa d'Israel. El gener de 2015, va entrar en política, unint-se al nou partit Kulanu. Després de ser elegit membre de la Knesset, va ser nomenat ministre de la Construcció. A finals del 2018, es va unir al Likkud. Gallant també va ocupar anteriorment els càrrecs de ministre d'Alià i Integració i ministre d'Educació.

## Biografia
Yoav Gallant va néixer a Jaffa d'immigrants jueus polonesos. La seva mare, Fruma, era una supervivent de l'Holocaust que havia estat bord del SS Exodus quan era petita. Juntament amb altres refugiats de l'Exodus, va ser deportada pels britànics a Hamburg, i va arribar a Israel el 1948. Era infermera de professió. El seu pare, Michael, va lluitar contra els nazis com a partisà als boscos d'Ucraïna i Belarús, i també va emigrar a Israel el 1948. Va servir a la Brigada Guivati a la guerra arabo-israeliana de 1948, inclosa la unitat de Samson's Foxes, i va ser considerat. un dels millors franctiradors de les FDI. Va participar en l'operació Yoav, durant el qual va ser el primer soldat a irrompre al fort d'Iraq Suwaydan. Va anomenar Yoav al seu fill per a l'operació. En la joventut de Gallant, la família es va traslladar a Givatayim, on va estudiar a l'escola secundària David Kalai. Va rebre una llicenciatura en gestió empresarial i financera per la Universitat de Haifa.
Gallant viu a Moshav Amikam. Està casat amb Claudine, una tinent coronel retirada de les FDI. Tenen un fill i dues filles.
El 2011, Gallant va ser seleccionat per succeir a Gabi Ashkenazi com a  cap de l'estat major pel ministre de Defensa, Ehud Barak. Encara que el seu nomenament va ser aprovat pel govern va ser anul·lat a causa de les denúncies de construcció d'un camí d'accés no autoritzat a casa seva i plantació d'oliveres en terrenys públics fora dels límits de la seva propietat.

## Carrera militar

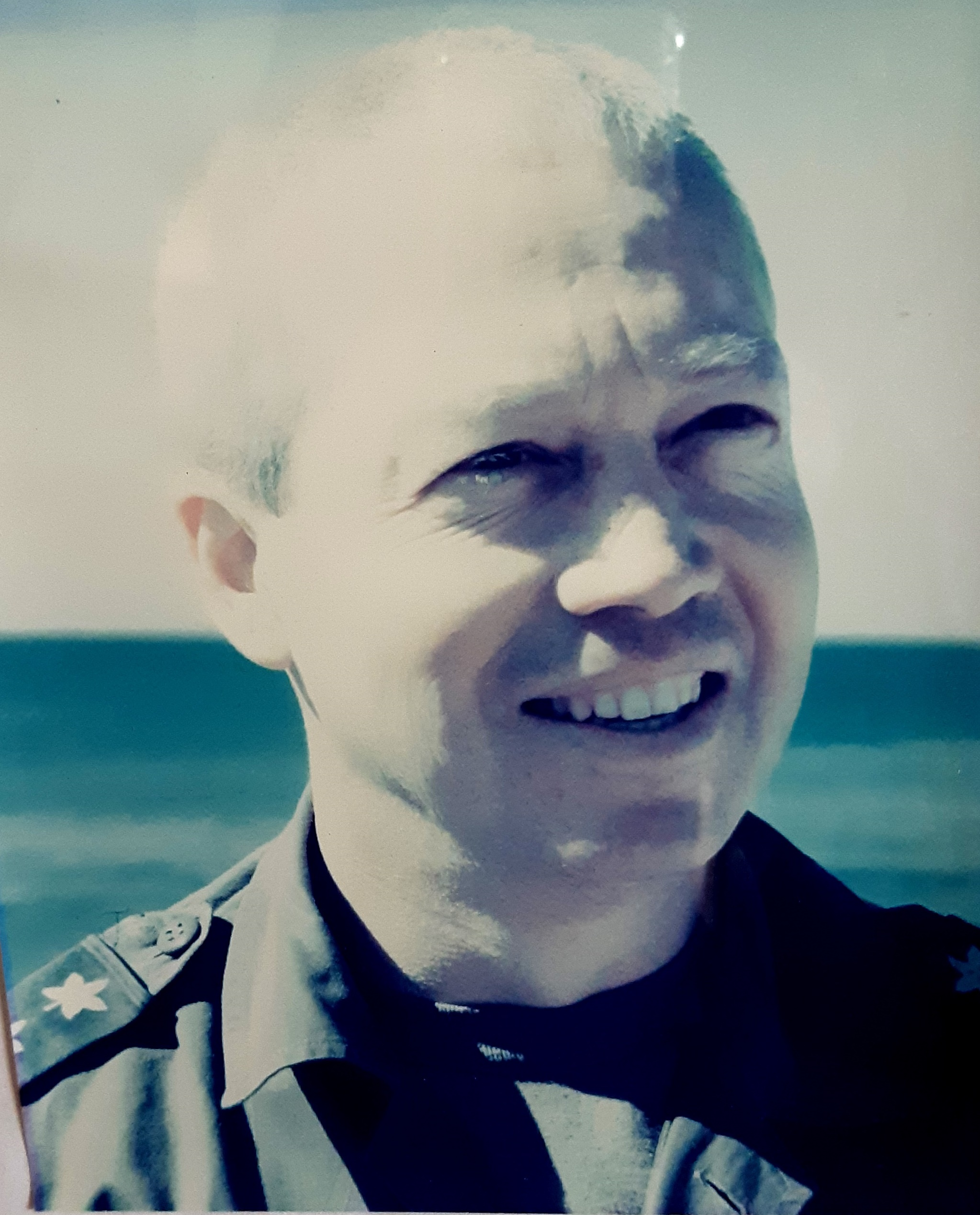
Gallant el 1995 com a comandant del Shayetet 13

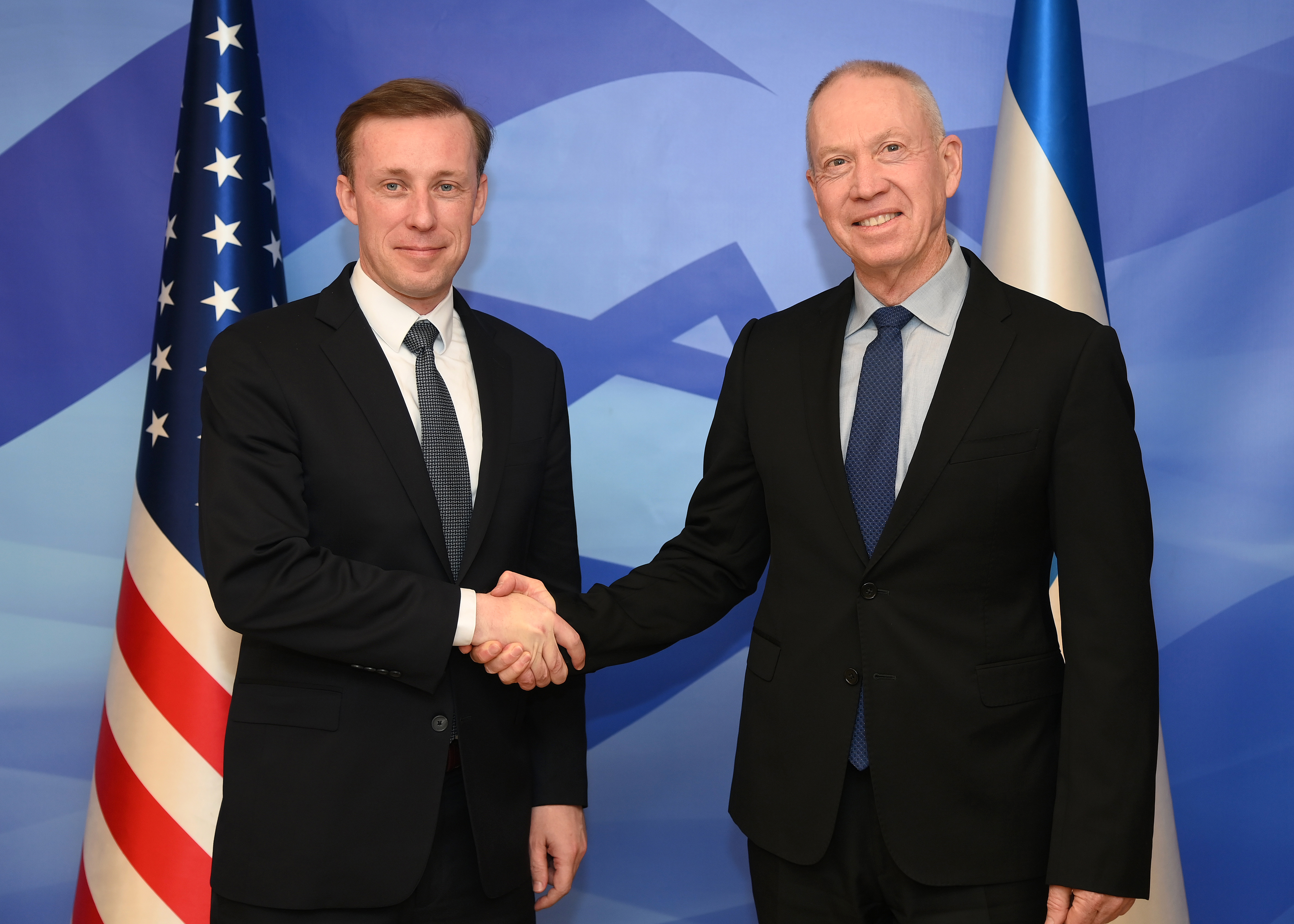
Galant amb l'assessor de Seguretat Nacional dels Estats Units, Jake Sullivan, a Israel, 19 de gener de 2023

Gallant va començar la seva carrera militar el 1977 com a comando naval a Shayetet 13. A la dècada de 1980, després de sis anys de servei actiu, es va traslladar a Alaska i va treballar com a llenyataire. Després va tornar a l'armada i va servir en un vaixell de míssils (incloent-hi un destí com a comandant adjunt de l'INS Keshet) and i de nou a Shayetet 13. El 1992, Gallant va ser destinat pel llavors comandant de la marina Ami Ayalon per al comandament de Shayetet 13, una posició que havia d'assumir l'any 1994. Gallant va preferir no estudiar durant els dos anys restants, i en canvi es va traslladar a les forces terrestres i el 1993 va prendre el comandament de la Brigada Territorial Menashe de la Divisió de Judea i Samaria.
Després de servir durant tres anys com a comandant de Shayetet 13, Gallant va passar a comandar la Divisió de Gaza. També va comandar la 340a Divisió Blindada de reserva (Formació Idan), i el 2001 es va convertir en el Cap d'Estat Major del Quarter General de l'Exèrcit del GOC. Gallant va assolir el rang d'aluf quan es va convertir en el Secretari Militar del Primer Ministre el 2002. El 2005, Gallant va ser nomenat comandant del Comandament Sud. Durant el seu mandat (que va durar fins al 21 d'octubre de 2010), les Forces de Defensa d'Israel es van embarcar en l'operació Plom Fos contra Hamàs a la Franja de Gaza. Gallant va dirigir l'operació i el seu paper al camp i en l'èxit de l'operació va guanyar elogis i el va ajudar en la carrera al cap d'estat major.
L'ONG israeliana Yesh Gvul va presentar una demanda contra el nomenament de Gallant com a cap d'estat major de les FDI, al·legant que el seu paper de comandament a Plom fos el va confirmar com a sospitós de "graves violacions del dret internacional". Haaretz va assenyalar que Gallant va pressionar contra una investigació del coronel Ilan Malka, el comandant de les FDI que va aprovar l'atac aeri que va matar 21 membres del clan al-Samouni durant Plom Fos. L'opinió de Gallant va ser ignorada quan el fiscal general militar va obrir una investigació sobre l'incident que va ser destacada per l'Informe Goldstone (desconvocat pel seu autor) com una possible infracció greu del dret internacional.

### Candidatura a Cap de l'Estat Major
El 22 d'agost de 2010, el ministre de Defensa Ehud Barak va presentar al govern la candidatura de Gallant per al càrrec del vintè cap d'estat major de les FDI. S'esperava que rebés la promoció. El nomenament de Gallant va seguir una polèmica, on es va filtrar un document falsificat al Canal 2 d'Israel que pretenia detallar els plans de Gallant per difamar al candidat rival Benny Gantz.
El 5 de setembre de 2010, el govern va aprovar el nomenament de Yoav Gallant com a proper cap de l'estat major, amb només objeccions del ministre del Likkud, Michael Eitan. El primer ministre Benjamin Netanyahu va dir que el cap entrant de les FDI "ha demostrat la seva vàlua durant els seus 33 anys de servei militar al front de les FDI" i que "ha demostrat que és un lluitador valent, un oficial excel·lent i un comandant de batalla responsable i seriós". El primer ministre va afegir que Gallant va recollir un llegat de "dedicació i excel·lència" llegat pel cap actual de les FDI, Gabi Ashkenazi. El gabinet també va aprovar la proposta de Barak, segons la qual Gallant serviria durant tres anys, donant poder al ministre de Defensa per concedir-ne un quart.
L'1 de febrer de 2011, el primer ministre Benjamin Netanyahu i el ministre de Defensa Ehud Barak van cancel·lar el nomenament de Gallant al càrrec de cap de les Forces de Defensa d'Israel. L'anunci es va produir després de mesos d'escàndol al voltant del seu nomenament a causa de les denúncies que s'havia apoderat de terres públiques prop de casa seva a Moshav Amikam. Després de dur a terme una investigació sobre les acusacions, el fiscal general Yehuda Weinstein va dir que les seves troballes "susciten importants dificultats legals per a la decisió de nomenar-lo". Weinstein va dir que corresponia al primer ministre i al ministre de Defensa decidir si Gallant podria ocupar el càrrec o no com a nou cap de l'estat major de les FDI. A la matinada, Weinstein va notificar al primer ministre Benjamin Netanyahu que no podia defensar el nomenament de Gallant com a cap de gabinet per impediments legals.
El 30 de desembre de 2012, el comitè de planificació local que gestionava els problemes de propietat de la terra i les llicències d'edificació va dir que Gallant havia construït la seva casa a la comunitat del nord d'Amikam en 350 m² de propietat accidentalment catalogada com a seva, sense saber que en realitat era terreny públic. La decisió no abordava altres dues qüestions que encara investigaven l'interventor i fiscal general de l'Estat: la construcció d'un camí d'accés no autoritzat a casa seva i la plantació d'una olivera que va vessar els límits de la seva propietat.

## Carrera política

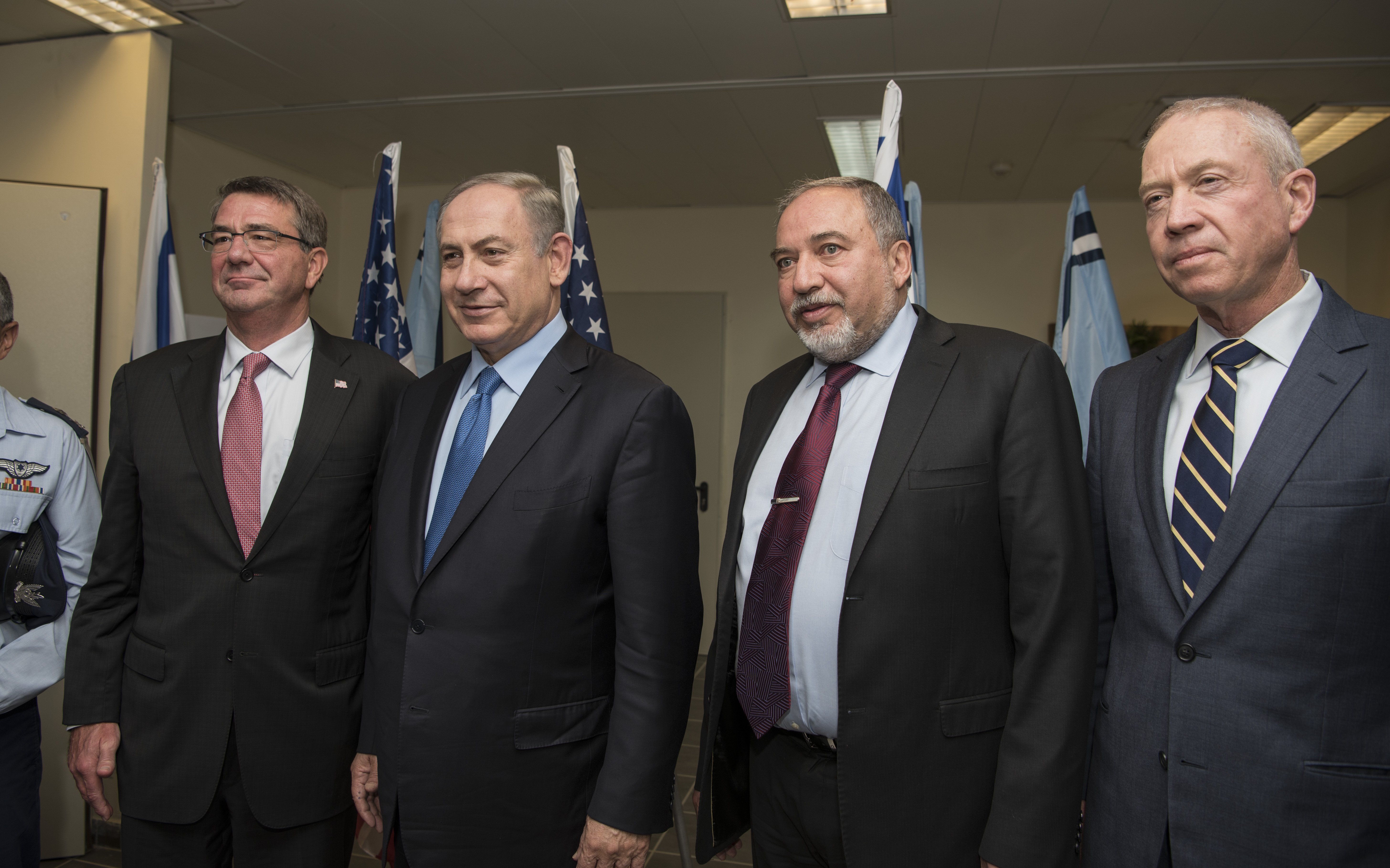
Galant amb el primer ministre Benjamin Netanyahu, el ministre de Defensa Avigdor Lieberman i el secretari de Defensa dels Estats Units Ash Carter a la base aèria de Nevatim a Israel, 12 de desembre de 2016

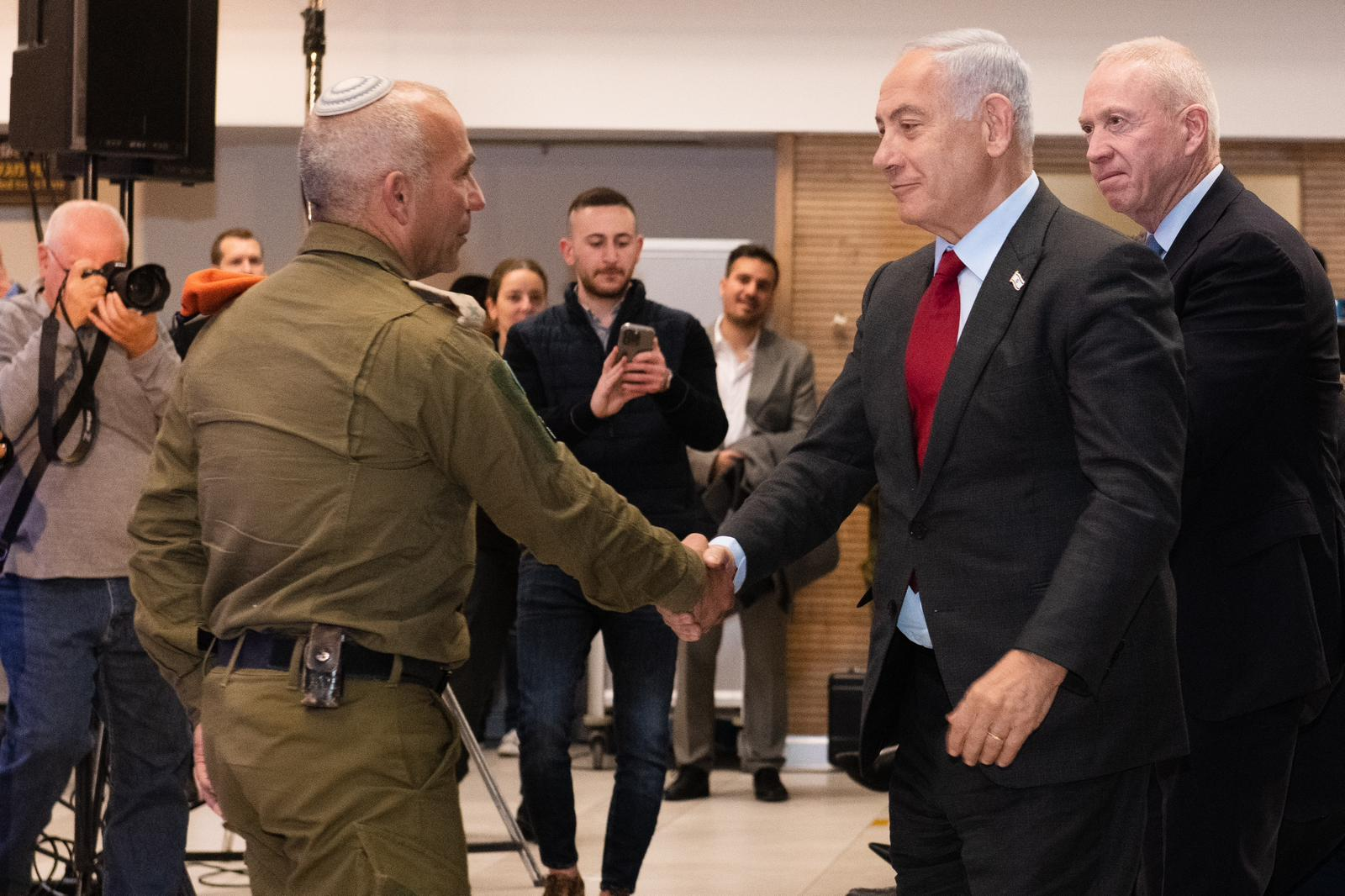
Gallant i Benjamin Netanyahu el 13 de febrer de 2023

### Kulanu
El gener de 2015, Gallant es va unir al nou partit Kulanu liderat per Moshe Kahlon. Va quedar segon a la llista del partit per a les eleccions de 2015 i va ser elegit a la Knesset quan el partit va obtenir deu escons. Més tard va ser nomenat ministre de la Construcció en el nou govern.
El gener de 2016, el New York Times va publicar un article d'opinion de Gallant en què descriu l'important que creu que és que els líders jueus i àrabs s'uneixin per promoure la pau i la igualtat al seu país compartit. Com a part d'aquest esforç, ell i el diputat Ayman Odeh, líder de l' aliança de partits àrabs de la Llista Conjunta, van visitar conjuntament diverses ciutats àrabs israelianes. "Junts, vam examinar de primera mà els reptes als quals s'enfronten les comunitats àrabs israelianes per tal que poguéssim trobar solucions", assenyala.

### Likkud
El 31 de desembre de 2018, Gallant va deixar el seu càrrec de ministre d'Habitatge i Construcció per unir-se al Likkud. Un dia més tard va ser nomenat ministre d'Alià i Integració. Va dimitir de la Knesset i va ser substituït pel següent candidat a la llista de Kulanu, Fentahun Seyoum el 2 de gener de 2019.
Després de la formació del trenta-cinquè govern d'Israel, Gallant va ser nomenat ministre d'Educació.
El 17 de gener de 2021, en reacció a un discurs previst del director general de B'Tselem Hagai El-Ad a l'escola Hebrea Reali, Gallant, que actua com a ministre d'Educació, va publicar una directiva al Ministeri d'Educació per prohibir totes les organitzacions les causes de les quals contradir la visió del Ministeri del país com a democràtic, jueu i sionista, des de l'entrada a les escoles. Concretament, va escriure Gallant, qualsevol organització que citi Israel com un "estat d'apartheid", tindrà prohibit l'entrada als centres educatius d'Israel.
El 2021, com a ministre d'Educació, Gallant es va oposar al professor de l'Institut Weizmann, Oded Goldreich, que rebés el Premi Israel de matemàtiques, perquè va signar conjuntament una carta del 2019 que demanava al Parlament alemany que no aprovés una legislació que defineixi el moviment Boicot, Desinversió i Sancions (BDS) com a antisemita. El 8 d'abril de 2021, la Cort Suprema de Justícia d'Israel va donar una decisió a favor de la petició de Gallant perquè Goldreich no pugui rebre el premi aquest any i va donar a Gallant un mes per examinar més el tema.

### Reforma judicial
El 25 de març de 2023, Gallant es va pronunciar contra el seu propi govern en suport de les protestes contra les reformes judicials proposades pel govern . Va demanar al govern que retardés la proposta de legislació per permetre les negociacions entre la coalició governant i l'oposició, la qual cosa va provocar que el ministre de Seguretat Nacional, Itamar Ben-Gvir, demanés la destitució de Gallant. Netanyahu va anunciar el 26 de març que estava acomiadant Gallant, provocant protestes massives aquella nit a diverses ciutats importants d'Israel. L'endemà, l'oficina de Gallant va declarar que continuaria en el seu lloc, ja que encara no havia rebut un avís oficial del seu acomiadament. El 10 d'abril, Netanyahu va anunciar que no acomiadaria Gallant

### Ministre de Defensa
El 9 d'octubre de 2023, després de l'inici del conflicte palestino-israelià d'octubre de 2023 i dels atacs a Israel per part dels militants de Hamàs, Gallant va dir que Israel imposaria un "setge total" de la Franja de Gaza. El bloqueig total de Gaza va ser anunciat per Gallant, que va declarar: "No hi haurà electricitat, ni menjar, ni aigua, ni combustible. Tot està tancat. Estem lluitant contra animals humans i estem actuant en conseqüència." El 21 de novembre de 2024 el Tribunal Penal Internacional (TPI) va ordenar detenir per crims de guerra i contra la humanitat Benjamin Netanyahu, Gallant i Mohammed Deif.